# 帕尔切姆
帕尔切姆（Parcem），是印度果阿邦North Goa县的一个城镇。总人口4320（2001年）。

## 人口
该地2001年总人口4320人，其中男性2201人，女性2119人；0—6岁人口438人，其中男240人，女198人；识字率73.56%，其中男性为81.05%，女性为65.79%。